# Comitê de Ocupação da Sorbonne
O Comitê de Ocupação da Sorbonne (em francês: Comité d'occupation de la Sorbonne) foi responsável por organizar as manifestações do grupo de estudantes que ocuparam a Sorbonne durante o Maio de 1968 na França.
A ocupação estudantil da Sorbonne começou em 13 de maio, depois que a polícia se retirou do Quartier Latin em Paris.
Em 16 de maio, ao saber da ocupação bem-sucedida da fábrica da Sud Aviation na comuna de Nantes pelos trabalhadores e estudantes daquela cidade, bem como da disseminação do movimento para várias fábricas (Nouvelles Messageries de la Presse Parisienne em Paris, e a fábrica da Renault em Cléon), o Comitê de Ocupação da Sorbonne emitiu um comunicado a favor da ocupação imediata de todas as fábricas na França e pela formação de conselhos operários nestas.